# الفضل البرمكي
الفضل بن يحيى بن خالد بن برمك بن جامامش بن بشتاسف البرمكي وزير هارون الرشيد وحامل خاتم السلطة. كان أحد قادة ووزراء الدولة العباسية.

## سيرته
في عام 176 هـ ولِّي الفضل بن يحيى الأرض العباسية من النهر إلى أقصى بلاد الترك، وكان ذلك عندما ظهر يحيى بن عبد الله بن حسن بن حسن بن علي بن أبي طالب في الدليم، وكثر أنصاره واشتدت شوكته، فاغتم الرشيد ذلك ووجه الفضل في خمسين ألفًا من جنوده، وتمكن الفضل من إخماد الثورة باللين دون سفك الدماء، بعد أن أقنع يحيى بقبول الصلح، ووضع له أمانًا من قبل الرشيد، كتبه الرشيد بخطه وبشهادة القضاء والفقهاء، فسلم يحيى نفسه وحمله الفضل إلى الرشيد.
اختلفت الروايات في مصير يحيى البرمكي فمنهم من قال بأن الرشيد حبسه في السجن حتى مات، ومنهم من قال حبسه تحت إشراف البرامكة فأطلقوا سراحه دون استأذان الرشيد، ولكن الرشيد ما إن حبس يحيى حتى استقبل ابنه الفضل في بغداد وأكرمه إكرامًا عظيمًا. وقد تميز الفضل بأخلاق جدية صارمة، تمنعه عن تعاطي المشروبات. وفي سنة 177 هـ سُمي الفضل واليًا على خرسان، فلما سار إليها أزال سيرة الجور وبنى الحياض والمساجد، وأحرق دفاتر البغايا، وزاد الجند والقادة ووصل الزوار والكتاب، فحسنت سيرته، وأمر بهدم النوبهار فلم يقدر عليه لإحكام بنائه، فهدم منه قطعة وبنى فيها مسجدًا، وفي خرسان جند الفضل جيشًا من العجم وأطلق عليهم اسم العباسية بلغ عدده خمسمائة ألف رجل، أرسل عشرين ألفًا منهم إلى بغداد وظل الباقون في خرسان. ولمَّا خالف أهل الطاقان افتتح الفضل بلادهم، وزحف صاحب الترك في جيش كبير ولقي عسكر الفضل والتحمت بينهما الحرب، واستباح الفضل عسكر الطالقان، وغنم أمواله. وقد كلف الفضل إبراهيم بن جبريل بفتح بلاد كابل، فافتتحها وغنم غنائم كثيرة، وقاد حملة ضد مملكة أشروسنة وكانت المملكة ممتنعة. غير أن الفضل لم يكتب له النصر في حروبه في أرمينية، فقد ذكر اليعقوبي: «أنه لما ولي الرشيد الفضل بن يحيى بن خالد البرمكي أرمينية، سار إليها بنفسه، فلما قدم توجه إلى ناحية الباب والأبواب، فغزا قلعة حمزين، فهزمه أهل حمزين، فانصر ما يلوي على شيء حتى أتى العراق واستخلف على البلد عمر بن أيوب الكناني».
كان الرشيد قد جعل ولده محمدًا في حجر الفضل بن يحيى، والمأمون في حجر جعفر، فاختص كل واحد منهما بمن في حجره، لذلك كان للفضل الدور البارز في أخذ البيعة لمحمد بن الرشيد، إذ أنه لما صار إلى خرسان فرق بين سكانها الأموال وأعطى الجند أعطيات متتابعات، ثم أظهر البيعة لمحمد بن الرشيد، فبايع الناس له وسمَّاه الأمين. ولما انصرف الفضل من خرسان إلى العراق في آخر سنة 179 هـ، استقبله الرشيد استقبالًا حافلًا، وقال الطبري: «لما قدم الفضل بن يحيى من خرسان خرج الرشيد إلى بستان أبي جعفر يستقبله، وتلقاه بنو هاشم والناس من القواد والكتاب والأشراف، فجعل يصل الرجل بالألف ألف وبالخمسمئة ألف». وأحب الرشيد تقليد جعفر الخاتم، وكان إلى الفضل، ورغبة منه في عدم اعطاء قراره هذا طابع العزل، وجد الصيغة المناسبة لإعلان هذا الحدث، وأرسل إلى يحيى البرمكي: «إن أمير المؤمنين رأى أن ينقل خاتم الخلافة من يمينك إلى شمالك». وصرف الرشيد الفضل بن يحيى عن الأعمال التي كان يتقلدها أولًا، ثم ظهر من الرشيد في سنة 183 هـ سخط على الفضل بن يحيى، ونزع منه كل وظائفه، وبقي فقط وصي على ولي العهد محمد الأمين، وهي الوظيفة التي حصل عليها قبل أن يذهب إلى الري.

## وفاته
توفي الفضل البرمكي في الحبس بالرقة، سنة 193هـ/ 808م، وكانت علته أنه أصيب بثقل في لسانه وشقة فعولج وبرأ ثم عاد إليه المرض من جديد واشتد عليه وانعقد لسنه فمات في فراشه وهو ابن 45 عام، وكانت وفاته قبل الرشيد بخمسة أشهر، فصلى عليه إخوته في قصرهم ثم أخرج فصلى عليه الناس.